# Oenobiol
Oenobiol est une marque de compléments alimentaires fondée en 1981 par Marie Béjot. Marque cosmétique, elle est surtout connue pour sa déclinaison Oenobiol Solaire, une capsule molle qui constitue son fer-de-lance.
Le propriétaire de la marque est : Versailles B.V., Besloten vennootschap  Verrijn Stuartweg 60 NL-1112 AX Diemen, Nederland.
En France sa vente est confiée à : Vemedia Consumer Health France SAS 114 rue Gallieni, 92100 Boulogne-Billancourt filiale de Versailles BV.

## Historique
- 1978, Marie Béjot ouvre un cabinet dédié aux traitements du surpoids et du vieillissement, autour du concept de beauté par la nutrition.
- 1985, création de la marque Oenobiol et de son premier produit, une capsule molle hydratante aux acides gras oméga 3.
- En 1989, lancement d'une capsule molle solaire qui ne colore pas la peau mais la protège en activant la synthèse de mélanine[1].
- Fin 2009 Oenobiol est racheté par Sanofi-Aventis[2].
- En février 2016 le laboratoire hollandais Vemedia devient le nouveau propriétaire de la marque[3].